# Variedad de Stein
En matemáticas, las variedades de Stein generalizan la noción de dominio de holomorfía en el espacio complejo n-dimensional incluyendo las subvariedades complejas cerradas de este espacio afín. Fueron introducidas por Karl Stein en 1951 y son relevantes para la geometría compleja por su flexibilidad en términos del principio de Oka y la geometría simpléctica por su equivalencia con las variedades Weinstein. En geometría holomorfa, i.e. compleja, las variedades de Stein son el análogo de la variedades afines en geometría algebraica.

## Definición
Una variedad compleja X de dimensión compleja n es una variedad de Stein si es holomórficamente convexa y las funciones holomorfas en X separan puntos.
La condición de separación de puntos se refiere al hecho que para todo par de puntos p,q de X exista una función holomorfa f en X tal que f(p) sea distinto de f(q).
La hipótesis de convexidad holomorfa quiere decir que para toda sucesión discreta de puntos {\displaystyle \{p_{j}\}\subset X} exista una función holomorfa g en X de modo que
Esta segunda propiedad se puede describir equivalentemente pidiendo que la envolvente convexa holomorfa de todo subconjunto compacto de X sea compacta.

## Ejemplos
En primer lugar el teorema de Behnke-Stein dice que todo dominio en C y toda superficie de Riemann abierta son variedades de Stein. Un dominio en {\displaystyle \mathbb {C} ^{n}} no es necesariamente de Stein, esto es en parte debido al teorema de extensión Hartog, válido solo en análisis complejo en más de una variable. El teorema de Cartan-Thullen establece que para un dominio de {\displaystyle \mathbb {C} ^{n}} la condición de ser Stein es equivalente a que el dominio sea de holomorfía.
El espacio {\displaystyle \mathbb {C} ^{n}} y toda subvariedad compleja cerrada de éste son ejemplos de variedades de Stein. Más en general, una subvariedad compleja cerrada de una variedad de Stein es también de Stein.
Es sencillo producir ejemplos de variedades no de Stein debido a su fuerte restricción topológica. Entre otras propiedades, una variedad de Stein no contiene ninguna subvariedad compleja compacta de dimensión positiva. Nótese que las subvariedades complejas cerradas de una variedad de Stein son automáticamente Stein no acotadas.

## Caracterizaciones y el principio de Oka
Las variedades de Stein son una clase altamente relevante para aplicaciones del h-principio. Esto es, variedades en las cuales la existencia de una solución formal de un problema analítico es condición no solo necesaria pero además suficiente para una solución genuinamente analítica del problema. Por ejemplo, el lema de exactitud anti-holomorfa de Poincaré siempre tiene solución en una variedad de Stein: es decir, una forma diferencial holomorfa tiene una primitiva para el operador {\displaystyle {\overline {\delta }}}.
Uno de los primeros resultados es el siguiente
Teorema B de Cartan-Serre: Una variedad X es de Stein si y solo si para todo haz analítico coherente F en X si los grupos de cohomología de X con valores en F.
Para el haz de funciones holomorfas se concluye el lema de exactitud anti-holomorfa mencionado anteriormente. Esta es una primera similitud con las variedades afines. De hecho, se puede probar que una variedad compleja es de Stein si y solo si se embebe como una variedad compleja cerrada en {\displaystyle \mathbb {C} ^{N}} para algún N suficientemente grande.
Otra caracterización más analítica es el teorema de Grauert estableciendo que una variedad compleja X es de Stein si y solo si admite una función fuertemente subharmónica exhaustiva. En particular, los puntos críticos de esta función tienen índice menor igual que la dimensión compleja de X, así pues la teoría Morse nos dice que una variedad de Stein de dimensión compleja n debe tener el tipo de homotopía de un CW-complejo de dimensión menor igual que n.
Generalizando la situación en geometría algebraica o compleja donde uno quiere hallar función holomorfas de la variedad X a C, es interesante estudiar las posibles aplicaciones holomorfas entre la variedad de Stein X y otra variedad compleja Y. La flexibilidad, en el sentido del h-principio, se traduce en el siguiente
h-Principio de Oka: La inclusión del espacio topológico de aplicaciones holomorfas de una variedad de Stein X en una variedad compleja Y en el espacio topológico de aplicaciones continuas de X en Y es una equivalencia homotópica débil.